# Senecio lopezii
Senecio lopezii especie es una especie de plantas del género Senecio, familia Asteraceae.

## Descripción
Son plantas perennes, ligeramente pubescentes. Tiene tallos que alcanzan un tamaño de hasta 120 cm de altura, erectos, simples o ramificados.Las hojas dentadas; las basales de hasta 37 x 5 cm, oblanceoladas; las caulinares de hasta 26 x 5 cm, cortamente auriculadas; las medias ovado-lanceoladas, acuminadas; las más superiores bracteiformes. Capítulos en inflorescencias corimbosas más o menos densas. Involucro de 9,5-12 x 9-13 mm, pubescentes. Calículo con 14-16 brácteas lanceoladas, acuminadas, de 1/3-1/2 del tamaño del involucro. Brácteas involucrales de 8,710 mm, oblanceoladas, ligeramente escariosas. Flores hemiliguladas de 15-24,7 mm, con limbo de 11-18,5 mm; las flosculosas de 7-8,7 mm, con limbo de 3,5-5 mm. Los frutos son aquenios pubescentes. Vilano de 7-8,5 mm. Florece y fructifica de marzo a mayo.

## Distribución y hábitat
Se encuentra sobre suelos ácidos en el SW de la península ibérica.

## Taxonomía
Senecio lopezii fue descrita por  Pierre Edmond Boissier  y publicado en Elench. Pl. Nov. 60. 1838
Etimología
Ver: Senecio
Sinonimia
- Senecio gibraltaricus Rouy
- Senecio grandiflorus Hoffmanns. & Link	[4]